# The Tempest

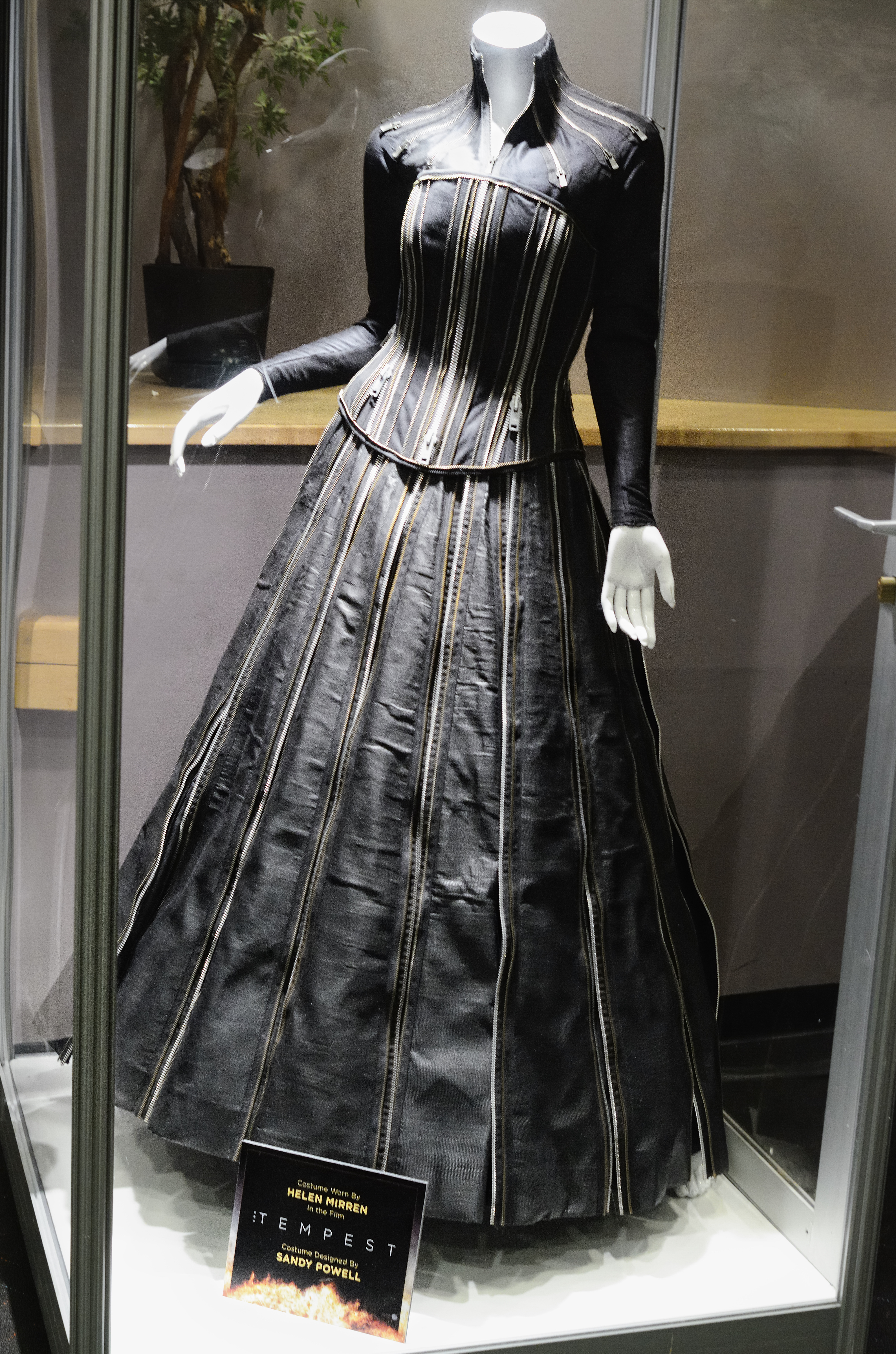
Klänning buren av Helen Mirren i filmen, av kostymdesignern Sandy Powell.

The Tempest är en amerikansk film av Julie Taymor från 2010 som är baserad på pjäsen Stormen av William Shakespeare. Den hade premiär den 11 september 2010 på Filmfestivalen i Venedig. Filmen var nominerad för bästa kostym vid Oscarsgalan 2011.

## Rollista
- Helen Mirren som Prospera
- Felicity Jones som Miranda
- Reeve Carney som Ferdinand
- Alfred Molina som Stephano
- Russell Brand som Trinculo
- Djimon Hounsou som Caliban
- Chris Cooper som Antonio
- Alan Cumming som Sebastian
- Tom Conti som Gonzalo
- David Strathairn som Alonzo, kung av Neapel
- Ben Whishaw som Ariel